# Sokyrjany
Sokyrjany (ukrainsk: Сокиряни, ukrainsk udtale: [sokɪˈrʲɑnɪ]; rumænsk: Târgu Secureni) er en lille by i Dnistrovskyj rajon, Tjernivtsi oblast (provins) i Ukraine, i det nordlige Bessarabien. Den er vært for administrationen af Sokyrjany hromada, en af Ukraines hromadaer (bykommuner).
Byen  havde i 2021 en befolkning på omkring 8.652 mennesker.
Indtil den 18. juli 2020 var Sokyrjany et administrativt center i Sokyrjany rajon. Rajonen blev afskaffet i juli 2020 som led i den administrative reform af Ukraine, der reducerede antallet af rajoner i Tjernivtsi oblast til tre. Området i Sokyrjany Raion blev slået sammen med Dnistrovskyj rajon.